# Arhopala arjuna
Arhopala arjuna är en fjärilsart som beskrevs av Engbert Jan Nieuwenhuis 1969. Arhopala arjuna ingår i släktet Arhopala och familjen juvelvingar. Inga underarter finns listade i Catalogue of Life.